# Такна (провинция)
Такна (исп. Provincia de Tacna) — одна из 4 провинций одноимённого региона Перу. Расположена на крайнем юге страны. Площадь составляет 8 066 км². Население — 250 509 человек; средняя плотность населения — 31,06 чел/км². Столица провинции и всего региона — город Такна.

## География
Граничит с провинциями Хорхе-Басадре (на северо-западе) и Тарата (на севере), а также с Чили (на юге и юго-востоке) и Боливией (на крайнем востоке). Омывается Тихим океаном (на юго-западе).

## Административное деление
В административном отношении подразделяется на 10 районов:
- Такна
- Альто-де-ла-Альянса
- Калана
- Сьюдад-Нуэва
- Коронель-Грегорио-Альбарассин-Ланчипа
- Инклан
- Пачиа
- Палька
- Покольяй
- Сама